# Campionato Nazionale Under-18
Il Campionato Nazionale Under-18, noto ufficialmente come Campionato Nazionale Under-18 Professionisti, è una competizione calcistica giovanile italiana. Viene organizzata e gestita dal Settore Giovanile e Scolastico della FIGC e prevede la partecipazione delle formazioni giovanili Under-18 delle squadre di Serie A e Serie B.

## Storia
L'idea dell'istituzione di un campionato riservato alle formazioni Under-18 delle squadre di Serie A e Serie B, che facesse da livello intermedio tra il Campionato Primavera e il Campionato Under-17, risale al 2017. Nel luglio 2019, durante il consiglio federale della FIGC, il direttore generale Marco Brunelli ha ufficializzato la nascita di un campionato sperimentale Under-18 aperto alla partecipazione libera delle squadre di Serie A e Serie B. Le iscrizioni sono state aperte nello stesso mese.
La prima edizione, che ha visto la partecipazione di 9 squadre, è stata interrotta dopo quindici giornate a causa della pandemia di COVID-19. Dalla seconda edizione il numero delle partecipanti è aumentato a 11, e ancora a 16 dalla terza edizione. Dalla quarta edizione il campionato, ampliato a 21 squadre, vede una fase a gironi e una final four per l'assegnazione del titolo.

## Le squadre
Sono 23 le squadre ad aver preso parte alle 6 edizioni del Campionato Nazionale Under-18 (in grassetto le squadre partecipanti all'edizione 2024-2025):
- 6 volte:  Atalanta,  Fiorentina,  Genoa,  Inter,  Milan,  Sassuolo,  Roma,  Torino
- 5 volte:  Parma,  Lazio,  Sampdoria
- 4 volte:  Bologna,  Empoli,  Verona
- 3 volte:  Cagliari,  Lecce,  Monza
- 2 volte:  Cesena,  SPAL
- 1 volta:  Ascoli,  Frosinone,  Napoli,  Venezia

## Albo d'oro
| Anno      | Finale        | Finale        | Finale        | Numero di squadre |
| Anno      | Vincitore     | Risultato     | 2º posto      | Numero di squadre |
| --------- | ------------- | ------------- | ------------- | ----------------- |
| 2019-2020 | Non assegnato | Non assegnato | Non assegnato | 9                 |
| 2020-2021 | Genoa         | 2-1           | Roma          | 11                |
| 2021-2022 | SPAL          | 2-1           | Bologna       | 16                |
| 2022-2023 | SPAL          | 3-1           | Inter         | 21                |
| 2023-2024 | Genoa         | 2-0           | Roma          | 17                |
| 2024-2025 | Torino        | 2-1 (dts)     | Roma          | 18                |

### Vittorie per squadra
| Squadra | Titoli | Edizioni             |
| ------- | ------ | -------------------- |
| SPAL    | 2      | 2021-2022, 2022-2023 |
| Genoa   | 2      | 2020-2021, 2023-2024 |
| Torino  | 1      | 2024-2025            |